# دوري الدرجة الأولى البوتاني 2000
دوري الدرجة الأولى البوتاني 2000  هو موسم من دوري الدرجة الأولى البوتاني. فاز فيه Drukpol FC ‏.